# アナトリアン・シェパード・ドッグ
アナトリアン・シェパード・ドッグ（英：Anatorian Shepherd Dog）は、トルコ原産の護畜犬種である。
カンガール・ドッグと同一視されることも多いが、実際には別の犬種である（後述参照）。

## 歴史
アナトリアン・シェパード・ドッグのもととなる護畜犬は、およそ6000年前から存在していた超古代犬種である。それの名はジョパン・コペギ（英：Coban Kopegi）といい、これが分化することによってトルコ西部のアクバシュ、中部のカンガール・ドッグ、東部のカルス・ドッグが誕生していった。
それらの犬種はおおむね2000年程の種としての歴史を持つが、アナトリアンが犬種として確立したのは1900年代と遅い（ただしそれの元となる犬は1800年代前後から存在していた）。カンガールをベースにカルスやアクバシュなどの先祖を共有するトルコ原産の護畜犬種の他、モロサスタイプの犬やワーキング・コリー、白い巨犬に属する犬などが自然交雑することにより出来上がった犬種である。トルコではヨーロッパやアジアなどから様々な種類の犬が行き交っていたためにこのような生い立ちを持ち、護畜犬として優秀な犬種に仕上がった。また、羊を狼や泥棒から守る護畜犬としてだけでなく、セントハント（嗅覚猟）のための猟犬や軍用犬としても使われ、トルコの中部で人気が高かった。
1967年には、トルコに駐在していた米国兵士によって2頭のアナトリアンの仔犬が持ち帰られ、これをつがいとしてブリーディングが行なわれるようになった。しかし、このことがきっかけで、「アナトリアンとカンガールを別の犬種として公認するかどうか」、「トルコ原産の護畜犬種を米国でどのように公認するか」についての問題が発生して意見が分かれ、米国のケネルクラブのメンバーなどの間で激しい論争が始まることになった。はじめのうちはなど、アナトリアンの公認・トルコ原産の犬種の分類以外についても多くの問題があり全く意見がまとまらなかったが、数か月かけて一つずつ問題を解消し、なんとかこの2つの問題の討論を行なうところに辿り着いた。
「アナトリアンとカンガールを別の犬種として公認するかどうか」についての論争には長い時間を要した。国際的には半殺しの状態で決着がついていないが、アメリカでは何とか決着がつけられた。この問題は米国に持ち帰られた はじめのつがいから生まれた血筋の仔犬たちに、現地から再輸入した犬だけでなく、カンガールも遺伝子プールの改善に使われたことにより、「犬種として固定されたアナトリアンがカンガールと（外見において）大差のない犬種として仕上がってしまった」ことにより起きた論争である。現在アメリカンケネルクラブではアナトリアンとカンガールを別の犬種として公認することで落ちついているが、FCIにはこの2犬種が同一犬種として公認され、同一視されてしまうという結果となった。しかし、アナトリアンとカンガールはそれぞれ別の愛好家がおり、アナトリアンは米国・トルコで作業犬として、カンガールは原産地トルコでは作業犬としてだけでなく国宝としても扱われている。それぞれの愛好家はFCIにアナトリアンとカンガールを個別の犬種として認めるように働きかけているが、未だ進展はない。
なお、後者の「トルコ原産の護畜犬種を米国でどのように公認するか」という討論は、上記の問題に絡んでアクバシュ、カルス、カンガール、アナトリアンをアメリカで公認犬種として登録するに当たっての問題で、これについては最終的に、
1. これら4犬種を、原種であるジョパン・コペキとしてまとめて公認、4犬種はそれぞれこの中のタイプとして分類
2. これら4犬種を、それぞれ個別に公認
という、2つの意見に絞られた。こちらは現地調査の結果はじめの討論よりも早く結論が出され、分布状況、生存頭数、血統の管理状況などから、2の意見が採用されることになり決着がついた。
現在もアナトリアンは作業犬、ショードッグとして人気の高い犬種で、一部はペットとしても飼われている。公認・非公認にかかわらず、根強い愛好家を持つ犬種の一つである。日本にも愛好家がいて、個人経由で仔犬を輸入する人もいる。ただし、この犬は国内で生まれたわけではないので、国内登録頭数にはカウントされていない。

## 特徴
カンガールに比べるとよりサイズが大きく、走るスピードはやや劣るが、力の強さはこちらの方が上であるといわれている。筋骨隆々で骨太でたくましい体つきをしており、マズルは短めでアゴの力も強い。脚は長く、太い。耳は垂れ耳、尾はふさふさした垂れ尾で、コートはショートコート。毛色はウィートン（小麦色）やフォーンなどで、マズルや耳などが黒いブラックマスクを併せ持つ。体高81cm前後、体重65kg前後の大型犬で、性格は知的で忠実、洞察力に優れ勇敢で警戒心・防衛本能が強い。しつけの飲み込みや状況判断力は他のマスティフ種の犬に比べるとよい方で、主人に危害を及ぼしそうにないと判断した人や犬とは仲良くすることも出来る。ただし、小さな子供やネコなどといった、アナトリアン側から見て予想外の行動をとりやすい人や動物には強い警戒心を抱き、場合によってはびっくりして攻撃してしまうこともあるので注意が必要である。飼うには万が一の事故を防ぐため、しっかりとした訓練が必要である。運動量はやや多めだが、体重が重く腰に負担がかかりやすいため、激しい運動はあまり出来ない。既出の通りアゴの力が強いため、おもちゃは豚の骨やハードゴム、ロープなどで出来たものを与えることが推薦される。通常のおもちゃでは飽き足らず、家具やリモコンなどを噛んで壊してしまうといった事故も実際に起こっているので注意が必要である。かかりやすい病気は大型犬でありがちな股関節形成不全症である。